# Monteroni d’Arbia
Monteroni d’Arbia település Olaszországban, Toszkána régióban, Siena megyében. Lakosainak száma 9039 fő (2023. január 1.). Monteroni d’Arbia Buonconvento, Murlo, Siena, Asciano és Sovicille községekkel határos.

## Népesség
A település lakossága az elmúlt években az alábbi módon változott:
| Lakosok száma | 9088 | 9114 | 9070 | 9039 |
|               | 2015 | 2017 | 2018 | 2023 |